# Selenidioides giganteum
Selenidioides giganteum is een soort in de taxonomische indeling van de Myzozoa, een stam van microscopische parasitaire dieren. Het organisme komt uit het geslacht Selenidioides en behoort tot de familie Selenidioididae. Selenidioides giganteum werd in 1965 ontdekt door Ormieres.